# Scorpions (musikalbum)
Scorpions från 2011 är ett musikalbum av Rebecka Törnqvist.

## Låtlista
Text och musik av Rebecka Törnqvist om inget annat anges.
1. I Forget – 3:20
2. Jeremy, Jeremiah – 3:10
3. Scorpions – 3:13
4. Impulse to Action – 2:10
5. Some Kind of Happy – 3:34
6. Trust (Rebecka Törnqvist/Per Johansson) – 3:30
7. The Jewel Boxes – 3:34
8. Something Other – 3:29
9. Collision – 1:19
10. Keeper of Locks and Keys – 3:07
11. This Isn't Me (Rebecka Törnqvist/Per Johansson) – 4:10
12. To Begin With (Rebecka Törnqvist/Peter Lindberg) – 6:30

## Medverkande
- Rebecka Törnqvist – sång, slagverk, synt
- Sara Isaksson – sång (spår 2, 3, 6, 8, 11, 12)
- Britta Persson – sång (spår 2, 3, 8)
- Jari Haapalainen – slagverk, synt, gitarr, guzheng, trummor
- Desmond Foster – bas
- Markus Jägerstedt – piano, keyboard
- David Tallroth – gitarr
- Calle Olsson – synt

## Listplaceringar
| Lista (2011) | Topplacering |
| ------------ | ------------ |
| Sverige      | 25           |